# Alice e il blu
Alice e il blu è un singolo della cantante italiana Annalisa, pubblicato il 12 aprile 2013 come secondo estratto dal terzo album in studio Non so ballare.

## Descrizione
Nonostante l'autore ed il compositore sia il solo Dardust, Annalisa ha collaborato sia alla direzione vocale di tutto il disco sia al concept album. Nello specifico, il gatto nominato durante il brano è quello di Annalisa che si chiama, appunto, Blu. La stessa aveva raccontato all'autore, nelle fasi di lavorazione del disco, di averlo trovato e salvato durante la tappa siciliana del Mentre tutto cambia tour. Nonostante nel brano la parola blu sia ripetuta svariate volte è associata a diversi significati e cose: in alcuni casi all'animale, in altri alla meta irraggiungibile che Alice agogna ed in un caso agli occhi del ragazzo che incontra.
Nel brano Davide Graziano si è occupato della produzione artistica, mentre Marisa Bessuti si è occupata di quella esecutiva. Il brano è stato registrato nel 2013 presso il Punto Rec. Studios di Torino.
Il brano è stato registrato nuovamente da Annalisa ed incluso nella riedizione del settimo album Nuda del 2021.

### Concezione
Le tematiche affrontate nel brano affrontano il problema della dipendenza in senso ampio, la stessa cantante ha dichiarato che la dipendenza affrontata nella canzone può essere sia associata ad un uomo, sia ad un'idea mentale, come ad un concetto, o una tradizione da cui è difficile liberarsi. In questo caso Alice è vittima oltre che della dipendenza, della conseguente solitudine, derivante quest'ultima dalla schiavitù dei desideri della protagonista. Questo fa sì che Alice si allontani dalla realtà e sia esclusa da essa, rimanendo intrappolata nel suo mondo utopico.

### Struttura
Il brano per volere della cantante si presenta con una struttura narrativa identica a quella delle favole, con uno sviluppo ed una morale finale, per il desiderio di far arrivare un concetto profondo con parole semplici.
Inizialmente si assiste all'insoddisfazione di Alice, successivamente appare la figura del ragazzo, descritto avente gli «occhi di perla» che cerca di colmare la tristezza di Alice, chiedendole cosa potesse fare per farla stare bene. La stessa, in più riprese, avanza richieste illusorie, tra cui «un grammo di nuvole» ed un «pezzo di blu», ossia il cielo.
Alice verso la fine accenna ad un attimo di felicità, «un minuto», per poi ritornare alla sua insoddisfazione e conseguente solitudine, non accorgendosi di quello che già possedeva perdendolo definitivamente. Con questo atteggiamento, che in un primo momento appare banalmente come il risultato dei propri capricci, manifesta la sua profonda dipendenza dai propri desideri, escludendosi così dalla realtà, immolandosi per questo ad un mondo illusorio di cui è ormai schiava.

## Promozione
Il brano è stato selezionato per rappresentare l'Italia ad OGAE Song Contest 2013, dove si è classificato terzo nella serata conclusiva tenutasi il 24 dicembre. Il 13 gennaio 2014 Alice e il blu è stato proclamato vincitore nella categoria Best Song dei Velvet Music Awards, mentre ad aprile 2014 vince la terza edizione del Fox Music League. Nello stesso anno inoltre ha ricevuto una candidatura ai World Music Awards 2013 nella categoria Best Song.

## Video musicale
Il video, diretto da Gaetano Morbioli con casa di produzione Runmultimedia, è stato presentato in anteprima il 10 maggio 2013 attraverso il sito del quotidiano La Repubblica, per poi essere stato reso disponibile su YouTube cinque giorni più tardi. Il medesimo è girato come una favola noir incentrata sul tema della dipendenza. Nel video ci sono i soli tre protagonisti citati nel brano: la cantante nel ruolo di Alice, "il ragazzo con gli occhi di perla" e Blu, il gatto bianco e nero, che nel video rispetto alla realtà appare con gli occhi blu. Lo stesso è proprio il gatto di Annalisa. Sullo sfondo, vista dall'alto, compare la città di Verona.
Il video musicale viene nominato ai World Music Awards 2013 Best video.
In precedenza, la Warner Music Italy aveva diffuso il 19 aprile 2013, in attesa dell'uscita del video ufficiale, sul canale YouTube della cantante un lyric video del brano, con immagini di Annalisa e del gatto blu.

## Tracce
Testi e musiche di Dario Faini.
1. Alice e il blu – 3:58

## Formazione
Musicisti
- Annalisa – voce, arrangiamento parti vocali
- Davide Graziano – pads engineering
- Alessandro Svampa – batteria, percussioni
- Massimo Camarca – basso, bass engineer, contrabbasso, pads engineering, arrangiamento strumenti ad arco
- Stefano Camarca – chitarra acustica ed elettrica, banjo
- Daniel Bestonzo – drums engineer, pads engineering, tastiera, pianoforte, arrangiamento strumenti ad arco
- Roberta Bacciolo – arrangiamento parti vocali

Produzione
- Davide Graziano – produzione artistica, arrangiamento
- Marisa Besutti – produzione esecutiva
- Fabrizio Argiolas – registrazione, missaggio, mastering, montaggio musicale e delle parti vocali
- Christian "Giamaicocrinito" De Maestri – assistenza tecnica
- G.G. Giai e Pippo Monaro – pre-produzione

## Classifiche
| Classifica (2013) | Posizione massima |
| ----------------- | ----------------- |
| Italia            | 79                |